# Валуа, Анри де
Валуа, Анри де (фр. Valois, Henri de, sieur d’Orcé, лат. Valesius, 10 сентября 1602—7 мая 1676), сьёр д’Орсэ — французский историк античности. Обучался в коллеже иезуитов в Вердене, затем в Париже. В университете Буржа получил юридическое образование, но оставил юриспруденцию, чтобы заняться историей. В 1654 году получил звание королевского историографа с 1200 ливров ренты. В 1664 году вступил в брак с Маргаритой Шено, от которой имел семерых детей. Биография Анри де Валуа (De vita Henrici Valesii) была написана его братом Адрианом (1607—1692), также историком.
Анри де Валуа наиболее известен изданиями и переводами на латинский язык античных авторов. В их числе издание трудов греческих церковных историков «Церковная история Сократа, Созомена, Феодорита и Евагрия» (Socratis, Sozomeni Theodoreti et Evagrii Historia ecclesiastica), сочинения Евсевия Кесарийского, издание истории Аммиана Марцеллина. В издании Аммиана были впервые опубликованы два отрывка из сочинений позднеантичных историков, которые позднее в его честь получили название Аноним Валезия.